# ノコノコ
ノコノコ（英: Koopa Troopa）は、任天堂が発売したコンピュータゲームソフトのシリーズ、マリオシリーズに登場する架空のキャラクターである。同社の登録商標である。

## 概要
「スーパーマリオブラザーズ」から登場しており、クリボーやパックンフラワー、テレサたちと並ぶシリーズを代表する敵キャラクター。基本的にクッパ軍団の一般兵士という設定だが、登場が長きにわたっているため、細かい部分ではいくつか変化も生じている。作品によってはクッパ軍団に入隊せず、クッパのライバルであるマリオの味方になるノコノコや、キノピオやクリボーと同様に一般庶民として普通に生活しているノコノコも登場する。
もともと4足歩行の亀のキャラクターだったが、『スーパーマリオワールド』以降の作品のほとんどはブーツを履いた2足歩行となる。身長はキノピオと同程度。『スーパーマリオワールド』では、甲羅を踏まれると白シャツ姿のハダカガメ状態になる（『スーパーマリオ64』と『スーパーマリオ 3Dワールド』も同じ）。『マリオパーティ』シリーズではマリオのお助けキャラクターや仲間キャラクターとして登場することが多いことからマリオ、クッパ両者とも好相性とされる。パソコンを扱えるようになったり、テニス、野球などを行うようになった。『マリオカート』シリーズではハンドルさばきが良く、初心者にとって操作しやすい。ノコノコにもキノピオと同じく子供や老人がいる。寿命については明らかになっていない。
甲羅の色は赤・黄・緑・青の4種類があり、赤は足場の端でUターンをする。青は『New スーパーマリオブラザーズ』と『スーパーマリオワールド』に登場し『New スーパーマリオブラザーズ』では、踏みつけるとコウラマリオに変身できる青コウラが出現する。『スーパーマリオワールド』では甲羅へ入らずに蹴ってくる。また、黄色は『スーパーマリオワールド』に登場し、踏むと甲羅に入り、無敵状態になって突進してくる。
甲羅の内部には、シャツやズボンなどが収納されている。
『マリオカート』や『マリオパーティ』に登場するノコノコは親玉のクッパとは対照的で、真面目かつ紳士的な性格で一人称は「私」。登場する者は男性のようである。甲羅の色は緑。
名前の由来はノコノコ歩いてくることから。

## 歴史
マリオブラザーズ（1983年）
ノコノコの原形となるシェルクリーパー（日本名 カメさん）が登場する。デザインはデザイナーによるリアルなものが気に入らず、宮本茂みずからが行った。この作品では、足場の下から叩くとひっくり返すことができたが、踏みつけることはできなかった。アーケード版およびディスクシステム版では、ひっくり返した後にしばらく放っておくと甲羅を脱ぎ捨てる。現実のカメの甲羅は背骨が発達したものであるためこのように甲羅を脱ぐことはないが、ゲームとしての分かりやすさが優先された。
なお、『スーパーマリオブラザーズ3』のミニゲーム以降、グラフィックをリニューアルしたリメイク作品では上から踏めないことを示すためにカメさんがトゲゾーに変更されていることが多い。原作を移植したバーチャルコンソール版の電子マニュアルでも、ジャンプしたマリオがカメさんに接触する画像がある。
スーパーマリオブラザーズ（1985年）
初めてノコノコという名前が与えられ、クッパ軍団の兵士という設定が付けられる（資料によっては前述のシェルクリーパーとノコノコを別種と扱うこともある）。甲羅が赤のものと緑のものの2種類が登場した。赤は気が弱く、そわそわしているという設定で進路端で引き返すが、緑は勇猛果敢という設定で、進路に穴や段差があってもそのまま直進（落下）する違いがある。また、踏むと甲羅の中に引っ込み、しばらくすると復活する。甲羅の状態に触れると敵味方問わず突進する。飛ばして接触させることでその敵を倒すことができ、その甲羅の後ろについていくことで連続して敵を倒し、高得点を得ることも可能となった。
スーパーマリオブラザーズ3（1988年）
踏みつけたあと、甲羅を手で持てるようになった。ただし本作では、長時間持ち続けていると復活する。ビッグノコノコもこの作品で登場。
スーパーマリオワールド（1990年）
本作から2足歩行になり、以降の作品ではこのタイプが主流になっていく。今回は甲羅の色に新しく黄と青が登場した。青は赤とほぼ同じで、黄色は緑と似ているが、プレイヤーを追尾する上に、別の甲羅を正面から当てようとしてもジャンプで避ける。踏んだ時のリアクションも変わり、今回は中身が飛び出す（マントで弾いた場合はそれまで通り甲羅に引っ込み、一定時間で復活）。この中身をハダカガメと呼び、入っていた甲羅と同じ色の靴を履いている。甲羅に入ると再び元の姿になる（甲羅と靴の色が違った場合、甲羅の色に合わせられる）。ハダカガメでも動き方は基本的に一緒だが、青い靴の場合は甲羅に入らずに蹴飛ばして攻撃してくる（正面から蹴り返してもキャッチされる）。グラフィックも彼のみ体格ががっしりしている。黄色の靴の場合は甲羅に入ると暴走状態になり、甲羅を光らせながら甲羅を蹴った場合と同じ位の高速で追尾し続け、普通の踏みつけでは弾かれるが、スピンジャンプやヨッシーでは踏み潰せる。また、ファイアやマントも効かない。なお最初からハダカガメ状態の者もいる。
甲羅を上にも投げられるようになった。ハダカガメやスピンジャンプの追加により、本作からはファイアボールや蹴飛ばした甲羅でなくてもノコノコを倒せるようになった。
ヨッシーが甲羅を口に含むと、その色によって特殊な能力を与えるという設定も追加された。赤は炎、青は飛行、黄は地震の能力で、無敵ノコノコの甲羅の場合は3種類すべての能力が備わるものだったが、これは後のゲームに引き継がれなかった。
また、これとは別に一部の城では金網に捕まって移動するタイプが登場している。このタイプは自分のいる側で直上を通過されたり（通常のノコノコを踏むことに相当）、裏からパンチされるだけで倒れる。
スペシャルゾーンのコースを全てクリアした後の裏ワールドでは、甲羅がマリオの顔を模したような髭面のお面のようなものに変化し、それを頭に被って現れる。その際、緑ノコノコは黄に、赤ノコノコは青に変化する。なお、パタパタも同様の姿に変化するが、そちらの色は変わらない。
スーパーマリオカート（1992年）
レーサーとして出場。軽量級。これ以外に、アイテムとして緑と赤の甲羅が登場する。緑は壁に当たると反射し、赤はホーミング機能を有し、カートもしくは障害物に当たるまで次の順位の相手を追尾する。この2つの仕様はその後のマリオカートシリーズ共通の仕様となっている。
スーパーマリオランド2 6つの金貨（1992年）
この作品では4足歩行として登場する。
なお、任天堂公式ガイドブックによると甲羅の色は緑のみとなっている。
ヨッシーのロードハンティング（1993年）
コクッパ（クッパ7人衆）たち同様メカに乗り込み、ステージ11のボスとして登場。
スーパーマリオ ヨッシーアイランド（1995年）
甲羅の色は赤と緑の2色に戻る。踏みつけるとトランクス姿の「はだかノコノコ」が登場。口に含んでもはだかノコノコは卵にできるが、甲羅は飲み込めない。完全に倒すにはヒップドロップが必要。なお甲羅は口に入れた後、吐き出して武器にできる。
ビッグノコノコが本作のワールド4のボスとして登場している。
スーパーマリオRPG（1996年）
ノコノコ自体は登場せず、パタパタも4足歩行になっているが、かぶとなどを付けたノコへいという敵が出てくる。また、マリオが使う武器として「ノコノコこうら」（色は緑色）、「パタパタこうら」（色は赤色）が登場する。
スーパーマリオ64（1996年）
前作までと打って変わり、全編を通して数匹しか出てこないレアキャラクターとなった。踏みつけて外れた甲羅には乗ることができる。
これとは別に、人間の言葉を話せる巨大なノコノコも登場する。このノコノコはマリオに友好的で、戦いではなくかけっこで勝負を挑んでくるなど、今までに無い役割を担っていた。
マリオカート64（1996年）
今回はレーサー登録はされておらず、甲羅だけが登場する。その続編である『マリオカートアドバンス』でも同様だが、こちらでは表彰式などには登場している。
レッキングクルー'98（1998年）
クッパ城支部の一つを任され、クッパ城支部を破壊するマリオと対決することに。このゲームでは唯一のクッパ軍団員である。対戦モードやトーナメントモードでは自キャラクターとして使うこともできる。
ニンテンドウオールスター!大乱闘スマッシュブラザーズ（1999年）
アイテムとしてミドリのコウラ、アカのコウラが登場（出展は『マリオカートシリーズ』からになっている）。
隠し対戦ステージ「いにしえの王国」では背景で登場しているが、ドット絵がモチーフとなった『スーパーマリオブラザーズ』とは違った感じになっている。
マリオストーリー（2000年）
マリオの味方となる者も登場。また一般市民としても登場する。区別のため、味方であるものは緑色で本来のノコノコに近い姿で、敵である者は赤色。常に光が眩しいのでサングラスを掛けている。また、首輪・腕輪をつけるようになった。また、ヤミノコノコというノコノコよりも少し強い紫色の敵キャラクターも登場。さらにクッパ城の衛兵としてトゲノコが登場した。続編の『ペーパーマリオRPG』でもこの姿で登場する。
マリオテニス64（2000年）
審判の一員として登場。なお、パタパタがプレイヤーキャラクターとして使用できる。
大乱闘スマッシュブラザーズDX（2001年）
アドベンチャーモードで登場。アイテムとしても緑色、赤色の甲羅が続投した。
対戦ステージ「いにしえの王国」ではドット絵版の緑甲羅のものが背景で登場しているが、進路端で引き返すようになっている。
スーパーマリオサンシャイン（2002年）
個性的な派生形が3種類登場する。これらは初期型を基調としているため、4足歩行となっている点が特徴である。
マリオカートダブルダッシュ!!（2003年）
レーサーとして登場。ノコノコダッシュを操る。パタパタとコンビを組む。
マリオテニスGC（2004年）
テニスシリーズ初のプレイアブルキャラとして登場。異例のスピードタイプで、甲羅で滑ることでかなり素早く移動できる。
スーパーマリオスタジアム ミラクルベースボール（2005年）
プレーヤーキャラクターとして出演。色によって能力が違う。カメであるため足は遅いが、それ以外は能力のバランスも良く打撃と守備は無難にこなす。クッパやパタパタ、カロンと相性がいい。
マリオ&ルイージRPG2（2005年）
ノコディという女性の味方が登場。敵としては派生型のノコレオンしか登場しない。
New スーパーマリオブラザーズ（2006年）
敵キャラクターで登場。2足歩行で靴を履いているが、『スーパーマリオワールド』などと違い、踏んでも甲羅とハダカガメに分かれない（以降の『New スーパーマリオブラザーズ』シリーズでも同じ）。プレイ中に流れるBGMに合わせて踊るようになった。また先述した金網に捕まるタイプも登場している。塔や城に登場するノコノコは、どれも赤い個体のみ。
2人対戦の「マリオVSルイージ」のコース3のみに青いノコノコ（動きは赤ノコノコと同じ）が登場し、踏むとアイテムの「青コウラ」になる（青コウラは他と異なり光っている。時間が経ってもノコノコに戻らず消滅してしまい、持ち運びもできない。ただしひっくり返った場合はアイテムにはならず、持ち運ぶこともできる）。効果は1人用のそれと同じ。ただし、ひっくり返ったものにヒップドロップをすると、青コウラを取った判定になる。
スーパーペーパーマリオ（2007年）
大部分のノコノコがノワール伯爵の側近・ナスタシアに洗脳され（過去シリーズの敵としてのノコノコの姿。ただし緑も存在する）ノワール伯爵の手先となって登場する。性質は『スーパーマリオブラザーズ』のものとほとんど同じ。シナリオ間には洗脳を逃れ（従来のノコノコの姿）、途中合流したピーチ姫をハンマーブロスと共に護衛する勇気あるノコノコも登場する（このノコノコも洗脳されてしまう）。シナリオを進めると洗脳を逃れたノコノコも登場し、一時的にクッパ軍団基地となっている砦（とりで）を護衛している。
スーパーマリオギャラクシー（2007年）
初期型を基調としているため、4足歩行かつ靴を履いていない。倒しても復活する。甲羅のみの場合、カメックが魔法で出したり、宝箱を開けたり泳ぐスピードを早めるのにも使用。水中に持っていくと首の穴から光を発し、テレサなどの一部の敵を倒すことができる。金色をした甲羅も登場した。
大乱闘スマッシュブラザーズX（2008年）
アドベンチャーモード『亜空の使者』でクッパ軍団の敵キャラクターとして登場。基本的に緑色の甲羅のものしか出ない（赤色はパタパタを一度踏んでおかないといけない上、赤パタパタの個数も作中全体では少数である）。今作では明確に攻撃モーションでかみついて攻撃するようになった。アイテムとしても登場するのは緑色の甲羅のみ（赤色は『亜空の使者』でノコノコ（赤）を倒すと使用できる）になった。
フィギュアは赤・緑で別々になっている。
マリオカートWii（2008年）
『ダブルダッシュ』以来のレーサーとして登場。コンビを組んでいたパタパタはエントリーされていない。マシンの色は基本的に緑色で、軽量級である。ハンドルさばきが良い。ミニターボがかなり良く、操作しやすいという長所がある。
スーパーマリオギャラクシー2（2010年）
『スーパーマリオギャラクシー』と同じだがノコノコ自体の登場回数は激減した。甲羅は緑色しか登場しない。
スーパーマリオ 3Dランド（2011年）
今作では甲羅は持つことはできずファイアボールを当てても甲羅の中に引っ込むだけで倒せない。普通の状態では無敵状態で倒せるが、甲羅の状態ではマリオが蹴飛ばしてしまう。登場回数は少なめ。
マリオカート7（2011年）
『Wii』から引き続きレーサーとして登場。軽量級でハンドルさばきの良さは変わっておらず、初心者でも扱いやすい。
スーパーマリオ 3Dワールド（2013年）
『スーパーマリオ64』以来踏むと甲羅とハダカガメに分かれる。脱げた甲羅はマリオが入ることも可能で地面を滑ってる時の操作感覚は『Newスーパーマリオブラザーズ』のコウラマリオに近い。
スーパーマリオメーカー（2015年）
赤と緑のノコノコが登場。なお『スーパーマリオワールド』スキンではヨッシーが食べても炎を吐けない。音楽を作る機能では緑が木琴、赤が鉄琴の音色を出せる。
スーパーマリオ オデッセイ（2017年）
ミニゲームおよびノコノコレースの主催者として登場。敵キャラクターとしてはドット姿でのみ登場している。
マリオテニス エース（2018年）
オンライントーナメント参加後に入手できる最初のキャラクターとして登場し、マリオテニスGC以来14年ぶり。GC同様にスピードタイプで、甲羅で滑って移動する。
スーパーマリオメーカー2（2019年）
赤と緑のノコノコが登場。前作のスーパーマリオメーカーと変わりはない。

## 登場作品
- マリオブラザーズ - 厳密にはノコノコではなく、前身となるシェルクリーパー（カメさん）が登場している。
- スーパーマリオブラザーズ
  - スーパーマリオブラザーズデラックス
  - ファミコンミニ01 スーパーマリオブラザーズ
- スーパーマリオブラザーズ2
  - ファミコンミニディスクシステムセレクション スーパーマリオブラザーズ2
- スーパーマリオブラザーズ3
  - スーパーマリオアドバンス4
- スーパーマリオワールド
  - スーパーマリオアドバンス2
- スーパーマリオコレクション
- New スーパーマリオブラザーズ
- New スーパーマリオブラザーズ Wii
- New スーパーマリオブラザーズ 2
- New スーパーマリオブラザーズ U
- スーパーマリオブラザーズ ワンダー
- スーパーマリオメーカー
- スーパーマリオメーカー2
- スーパーマリオ64
  - スーパーマリオ64DS
- スーパーマリオギャラクシー
- スーパーマリオギャラクシー2
- スーパーマリオ 3Dランド
- スーパーマリオ 3Dワールド
- スーパーマリオ オデッセイ
- レッキングクルー'98
- スーパーマリオ ヨッシーアイランド
  - スーパーマリオアドバンス3
- ヨッシーアイランドDS
- スーパーマリオRPG
- マリオストーリー
- ペーパーマリオRPG
- スーパーペーパーマリオ
- ペーパーマリオ スーパーシール
- ペーパーマリオ カラースプラッシュ
- ペーパーマリオ オリガミキング
- マリオ&ルイージRPG
- マリオ&ルイージRPG2
- マリオ&ルイージRPG3!!!
- マリオ&ルイージRPG4 ドリームアドベンチャー
- マリオ&ルイージRPG ペーパーマリオMIX
- マリオカートシリーズ
- マリオパーティシリーズ
- マリオゴルフファミリーツアー
- マリオテニス64
- マリオテニスGC
- マリオストライカーズシリーズ
- スーパーマリオスタジアム ミラクルベースボール
- スーパーマリオスタジアム ファミリーベースボール
- スーパープリンセスピーチ
- スーパーマリオランド2 6つの金貨
- ヨッシーのロードハンティング
- 大乱闘スマッシュブラザーズDX
- 大乱闘スマッシュブラザーズX
- マリオ&ソニック AT 北京オリンピック
- マリオ&ソニック AT バンクーバーオリンピック

## 各国の日本国外名
- 英語：Koopa Troopa
- 韓国語：オングムオングム(ハングル：엉금엉금)
- 中国語：ヌオクグイ(簡体字：诺库龟), ヌオクヌオク(簡体字：喏库喏库)